# Heinrich König
Heinrich König (né le 24 juin 1900 à Höchst, mort le 24 juin 1942 dans le camp de concentration de Dachau) est un prêtre catholique allemand, résistant au nazisme.

## Biographie
Le père de Heinrich König, ingénieur, s'installe avec la famille à Gelsenkirchen en 1902 et à Unna en 1906. Après Heinrich, le fils aîné, six frères et sœurs naissent, dont trois meurent en bas âge. En 1918, Heinrich König passe son abitur à Unna puis étudie la théologie à Paderborn, Münster et Munich. Il est membre de l'association étudiante du Hochland au sein de la fédération de Quickborn. Alors qu'il est séminariste, il rejoint en 1923 l'Association des prêtres du mouvement de Schoenstatt et rencontre Josef Kentenich.
Le 10 août 1924, König est ordonné prêtre dans la cathédrale de Paderborn. Il devient vicaire à Hagen avec pour mission particulière de rassembler une communauté à Hagen-Emst. En 1926, la paroisse église du Saint-Esprit s'établit d'abord dans un bâtiment qui deviendra le presbytère et s'appelle depuis 2002 Heinrich-König-Haus.
En 1935, King devient vicaire à l'église Saint-Augustin de Gelsenkirchen. Il s'occupe particulièrement des jeunes de la paroisse, est aumônier auprès des malades, est président du comité de la Société Kolping de Gelsenkirchen-Zentral et rassemble un groupe de laïcs et de prêtres du mouvement de Schoenstatt. Leur magazine, Mater Ter Admirabilis, publie plusieurs articles de lui.
König ne cache pas son opposition au régime nazi. Le 30 septembre 1941, il est dénoncé pour avoir tenu des propos contre l'état nazi et arrêté par la Gestapo. Après plusieurs semaines d'emprisonnement à Gelsenkirchen, il est emmené au camp de concentration de Dachau, où il arriva le 5 décembre. Une opération expérimentale qu’un jeune médecin SS lui pratique sur la vésicule biliaire dans le mois suivant son arrivée le rend alité pendant des mois.
En mars 1942, il arrive au Pfarrerblock. Les SS le reprennent pour d'autres expériences médicales. Sous la supervision du médecin personnel de Himmler, Karl Gebhardt, le directeur du Reichssicherheitshauptamt Reinhard Heydrich meurt des suites d'une infection. En conséquence, Gebhardt a des ennuis et tente de se réhabiliter. L'efficacité de l'antibiotique sulfamidé doit désormais être testé sur des prisonniers des camps de concentration. L'expérience a lieu dans le camp de concentration de Ravensbrück et à Dachau. Après une septicémie provoquée intentionnellement par une injection de pus le 15 juin, König n'est pas soigné et décède neuf jours plus tard, le jour de son 42e anniversaire. Son corps est incinéré. Malgré la surveillance de la Gestapo, de nombreux membres du clergé et des paroissiens des deux localités participent à ses funérailles le 2 juillet à Gelsenkirchen et le 6 juillet à Emst.

## Commémoration
Après la Seconde Guerre mondiale, l'e souvenir commence. La place  devant l'église Saint-Augustin (ainsi que la station de tramway en contrebas) reçoit le nom de Heinrich König en 1987. Il y a une petite exposition du Cercle des Amis Heinrich König, accessible à tout moment. En 1989, son urne est exposée à la vénération par le cardinal Franz Hengsbach.
Un procès en béatification est en préparation. L'Église catholique inclut le vicaire Heinrich König comme témoin de la foi dans le martyrologe allemand du XXe siècle.